# Mycodrosophila dianae
Mycodrosophila dianae är en tvåvingeart som beskrevs av Bock 1980. Mycodrosophila dianae ingår i släktet Mycodrosophila och familjen daggflugor. Inga underarter finns listade i Catalogue of Life.